# Estland op de Olympische Winterspelen 2022
Estland nam deel aan de Olympische Winterspelen 2022 in Peking, China.

## Medailleoverzicht
| Sport          | Olympiër      | Onderdeel  | Medaille |
| -------------- | ------------- | ---------- | -------- |
| Freestyleskiën | Kelly Sildaru | slopestyle | Brons    |

## Deelnemers en resultaten
(m) = mannen, (v) = vrouwen 

### Alpineskiën
Mannen
| Naam         | Onderdeel    | 1e run         | 1e run         | 2e run         | 2e run         | Totaal         | Totaal         |
| Naam         | Onderdeel    | Tijd           | Rang           | Tijd           | Rang           | Tijd           | Rang           |
| ------------ | ------------ | -------------- | -------------- | -------------- | -------------- | -------------- | -------------- |
| Tormis Laine | Reuzenslalom | niet gefinisht | niet gefinisht | niet geplaatst | niet geplaatst | niet geplaatst | niet geplaatst |
| Tormis Laine | Slalom       | niet gefinisht | niet gefinisht | niet geplaatst | niet geplaatst | niet geplaatst | niet geplaatst |

Vrouwen
| Naam                | Onderdeel    | 1e run         | 1e run         | 2e run         | 2e run         | Totaal         | Totaal         |
| Naam                | Onderdeel    | Tijd           | Rang           | Tijd           | Rang           | Tijd           | Rang           |
| ------------------- | ------------ | -------------- | -------------- | -------------- | -------------- | -------------- | -------------- |
| Kaitlyn Vesterstein | Reuzenslalom | 1:05,39        | 43             | 1:05,05        | 34             | 2:10,44        | 35             |
| Kaitlyn Vesterstein | Slalom       | niet gefinisht | niet gefinisht | niet geplaatst | niet geplaatst | niet geplaatst | niet geplaatst |

### Biatlon
Mannen
| Naam                                                | Onderdeel     | Tijd      | Missers | Rang |
| --------------------------------------------------- | ------------- | --------- | ------- | ---- |
| Kalev Ermits                                        | Individueel   | 57:21,3   | 6       | 78   |
| Kalev Ermits                                        | Sprint        | 27:46,4   | 4       | 88   |
| Raido Ränkel                                        | Individueel   | 56:32,4   | 5       | 73   |
| Raido Ränkel                                        | Sprint        | 26:39,1   | 2       | 51   |
| Raido Ränkel                                        | Achtervolging | 46:23,1   | 6       | 47   |
| Kristo Siimer                                       | Individueel   | 55:32,7   | 3       | 60   |
| Kristo Siimer                                       | Sprint        | 27:06,6   | 1       | 70   |
| Rene Zakhna                                         | Individueel   | 56:06,0   | 3       | 68   |
| Rene Zakhna                                         | Sprint        | 26:37,9   | 1       | 50   |
| Rene Zakhna                                         | Achtervolging | 46:54,0   | 3       | 50   |
| Rene Zakhna Kristo Siimer Kalev Ermits Raido Ränkel | Estafette     | 1:26:03,6 | 14      | 15   |

Vrouwen
| Naam                                                  | Onderdeel     | Tijd         | Missers      | Rang         |
| ----------------------------------------------------- | ------------- | ------------ | ------------ | ------------ |
| Susan Külm                                            | Individueel   | 54:17,0      | 6            | 82           |
| Susan Külm                                            | Sprint        | 23:15,3      | 1            | 44           |
| Susan Külm                                            | Achtervolging | 40:57,3      | 3            | 45           |
| Regina Oja                                            | Individueel   | 53:53,7      | 7            | 79           |
| Regina Oja                                            | Sprint        | 23:24,4      | 2            | 56           |
| Regina Oja                                            | Achtervolging | 41:14,5      | 5            | 50           |
| Johanna Talihärm                                      | Individueel   | 51:59,5      | 3            | 66           |
| Johanna Talihärm                                      | Sprint        | 23:13,3      | 0            | 43           |
| Johanna Talihärm                                      | Achtervolging | niet gestart | niet gestart | niet gestart |
| Tuuli Tomingas                                        | Individueel   | 49:20,3      | 4            | 43           |
| Tuuli Tomingas                                        | Sprint        | 22:49,2      | 2            | 33           |
| Tuuli Tomingas                                        | Achtervolging | 41:12,2      | 7            | 49           |
| Susan Külm Regina Oja Johanna Talihärm Tuuli Tomingas | Estafette     | LAP          | LAP          | 15           |

Gemengd
| Naam                                                | Onderdeel | Tijd      | Missers | Rang |
| --------------------------------------------------- | --------- | --------- | ------- | ---- |
| Regina Oja Kristo Siimer Tuuli Tomingas Rene Zakhna | Estafette | 1:11:56,5 | 15      | 16   |

### Freestyleskiën
Big air
| Naam          | Onderdeel | Kwalificatie | Kwalificatie | Kwalificatie | Kwalificatie | Kwalificatie | Finale         | Finale         | Finale         | Finale         | Finale         |
| Naam          | Onderdeel | Run 1        | Run 2        | Run 3        | Totaal       | Rang         | Run 1          | Run 2          | Run 3          | Totaal         | Rang           |
| ------------- | --------- | ------------ | ------------ | ------------ | ------------ | ------------ | -------------- | -------------- | -------------- | -------------- | -------------- |
| Kelly Sildaru | Vrouwen   | 40,25        | 85,25        | 28,00        | 125,50       | 17           | niet geplaatst | niet geplaatst | niet geplaatst | niet geplaatst | niet geplaatst |

Halfpipe
| Naam          | Onderdeel | Kwalificatie | Kwalificatie | Kwalificatie | Kwalificatie | Finale | Finale | Finale | Finale | Finale |
| Naam          | Onderdeel | Run 1        | Run 2        | Beste        | Rang         | Run 1  | Run 2  | Run 3  | Beste  | Rang   |
| ------------- | --------- | ------------ | ------------ | ------------ | ------------ | ------ | ------ | ------ | ------ | ------ |
| Kelly Sildaru | Vrouwen   | 87,50        | DNS          | 87,50        | 3            | 80,25  | 87,00  | 85,00  | 87,00  | 4      |

Slopestyle
| Naam          | Onderdeel | Kwalificatie | Kwalificatie | Kwalificatie | Kwalificatie | Finale | Finale | Finale | Finale | Finale |
| Naam          | Onderdeel | Run 1        | Run 2        | Beste        | Rang         | Run 1  | Run 2  | Run 3  | Beste  | Rang   |
| ------------- | --------- | ------------ | ------------ | ------------ | ------------ | ------ | ------ | ------ | ------ | ------ |
| Kelly Sildaru | Vrouwen   | 80,96        | 86,15        | 86,15        | 1            | 82,06  | 46,71  | 78,75  | 82,06  | Brons  |

### Kunstrijden
Individueel
| Naam              | Onderdeel | KK    | KK   | VK             | VK             | Totaal         | Totaal |
| Naam              | Onderdeel | Score | Rang | Score          | Rang           | Score          | Rang   |
| ----------------- | --------- | ----- | ---- | -------------- | -------------- | -------------- | ------ |
| Aleksandr Selevko | Mannen    | 65,29 | 28   | niet geplaatst | niet geplaatst | niet geplaatst | 28     |
| Eva-Lotta Kiibus  | Vrouwen   | 59,55 | 21   | 112,20         | 20             | 171,25         | 21     |

### Langlaufen
Maximaal vier deelnemers per onderdeel
Lange afstanden
Mannen
| Naam                                                   | Onderdeel             | Uitslag   | Uitslag |
| Naam                                                   | Onderdeel             | Tijd      | Rang    |
| ------------------------------------------------------ | --------------------- | --------- | ------- |
| Alvar Johannes Alev                                    | 15 km klassieke stijl | 41:12,5   | 35      |
| Alvar Johannes Alev                                    | 30 km skiatlon        | 1:23:50,5 | 33      |
| Alvar Johannes Alev                                    | 50 km vrije stijl     | 1:16:28,4 | 36      |
| Martin Himma                                           | 15 km klassieke stijl | 42:44,4   | 56      |
| Henri Roos                                             | 15 km klassieke stijl | 44:17,8   | 70      |
| Marko Kilp Alvar Johannes Alev Martin Himma Henri Roos | 4×10 km estafette     | LAP       | 15      |

Vrouwen
| Naam                                                           | Onderdeel             | Uitslag   | Uitslag |
| Naam                                                           | Onderdeel             | Tijd      | Rang    |
| -------------------------------------------------------------- | --------------------- | --------- | ------- |
| Kaidy Kaasiku                                                  | 10 km klassieke stijl | 33:50,7   | 70      |
| Kaidy Kaasiku                                                  | 15 km skiatlon        | 52:12,6   | 54      |
| Keidy Kaasiku                                                  | 10 km klassieke stijl | 32:55,4   | 60      |
| Keidy Kaasiku                                                  | 15 km skiatlon        | 49:40,7   | 39      |
| Aveli Uustalu                                                  | 10 km klassieke stijl | 35:46,2   | 80      |
| Kaidy Kaasiku Mariel Merlii Pulles Keidy Kaasiku Aveli Uustalu | 4×5 km estafette      | 1:01:18,9 | 16      |

Sprint
Mannen
| Naam                    | Onderdeel  | Kwalificatie | Kwalificatie | Kwartfinales   | Kwartfinales   | Halve finales  | Halve finales  | Finale         | Finale |
| Naam                    | Onderdeel  | Tijd         | Rang         | Tijd           | Rang           | Tijd           | Rang           | Tijd           | Rang   |
| ----------------------- | ---------- | ------------ | ------------ | -------------- | -------------- | -------------- | -------------- | -------------- | ------ |
| Martin Himma            | Sprint     | 3:00,07      | 48           | niet geplaatst | niet geplaatst | niet geplaatst | niet geplaatst | niet geplaatst | 48     |
| Marko Kilp              | Sprint     | 2:58,95      | 45           | niet geplaatst | niet geplaatst | niet geplaatst | niet geplaatst | niet geplaatst | 45     |
| Henri Roos              | Sprint     | 2:57,15      | 41           | niet geplaatst | niet geplaatst | niet geplaatst | niet geplaatst | niet geplaatst | 41     |
| Martin Himma Henri Roos | Teamsprint | n.v.t.       | n.v.t.       | n.v.t.         | n.v.t.         | 20:24,29       | 5              | niet gepl.     | 11     |

Vrouwen
| Naam                               | Onderdeel  | Kwalificatie | Kwalificatie | Kwartfinales   | Kwartfinales   | Halve finales  | Halve finales  | Finale         | Finale |
| Naam                               | Onderdeel  | Tijd         | Rang         | Tijd           | Rang           | Tijd           | Rang           | Tijd           | Rang   |
| ---------------------------------- | ---------- | ------------ | ------------ | -------------- | -------------- | -------------- | -------------- | -------------- | ------ |
| Kaidy Kaasiku                      | Sprint     | 3:31,54      | 48           | niet geplaatst | niet geplaatst | niet geplaatst | niet geplaatst | niet geplaatst | 48     |
| Keidy Kaasiku                      | Sprint     | 3:36,82      | 62           | niet geplaatst | niet geplaatst | niet geplaatst | niet geplaatst | niet geplaatst | 62     |
| Mariel Merlii Pulles               | Sprint     | 3:27,71      | 41           | niet geplaatst | niet geplaatst | niet geplaatst | niet geplaatst | niet geplaatst | 41     |
| Aveli Uustalu                      | Sprint     | 3:37,10      | 64           | niet geplaatst | niet geplaatst | niet geplaatst | niet geplaatst | niet geplaatst | 64     |
| Keidy Kaasiku Mariel Merlii Pulles | Teamsprint | n.v.t.       | n.v.t.       | n.v.t.         | n.v.t.         | 24:47,51       | 9              | niet gepl.     | 17     |

### Noordse combinatie
| Naam           | Onderdeel            | Schansspringen | Schansspringen | Schansspringen | Langlaufen | Langlaufen | Totaal  | Totaal |
| Naam           | Onderdeel            | Afstand        | Punten         | Rang           | Tijd       | Rang       | Tijd    | Rang   |
| -------------- | -------------------- | -------------- | -------------- | -------------- | ---------- | ---------- | ------- | ------ |
| Kristjan Ilves | Grote schans + 10 km | 140,0          | 128,7          | 2              | 27:29,5    | 29         | 28:13,5 | 9      |

### Schaatsen
| Naam        | Onderdeel  | Uitslag | Uitslag |
| Naam        | Onderdeel  | Tijd    | Rang    |
| ----------- | ---------- | ------- | ------- |
| Marten Liiv | 500 m (m)  | 35,26   | 24      |
| Marten Liiv | 1000 m (m) | 1:08,65 | 7       |

### Schansspringen
Mannen
| Naam          | Onderdeel      | Kwalificatie | Kwalificatie | Kwalificatie | Eerste ronde | Eerste ronde | Eerste ronde | Finaleronde    | Finaleronde    | Finaleronde    | Totaal         | Totaal |
| Naam          | Onderdeel      | Afstand      | Score        | Rang         | Afstand      | Score        | Rang         | Afstand        | Score          | Rang           | Score          | Rang   |
| ------------- | -------------- | ------------ | ------------ | ------------ | ------------ | ------------ | ------------ | -------------- | -------------- | -------------- | -------------- | ------ |
| Artti Aigro   | Normale schans | 86,0         | 80,0         | 33           | 97,0         | 116,7        | 34           | niet geplaatst | niet geplaatst | niet geplaatst | niet geplaatst | 34     |
| Artti Aigro   | Grote schans   | 117,0        | 102,0        | 31           | 130,0        | 121,4        | 29           | 127,5          | 117,9          | 28             | 239,3          | 30     |
| Kevin Maltsev | Normale schans | 89,5         | 80,2         | 32           | 96,5         | 112,5        | 40           | niet geplaatst | niet geplaatst | niet geplaatst | niet geplaatst | 40     |
| Kevin Maltsev | Grote schans   | 113,0        | 94,3         | 41           | 126,5        | 113,6        | 37           | niet geplaatst | niet geplaatst | niet geplaatst | niet geplaatst | 37     |